# Gaston Caperton
Gaston Caperton, född 21 februari 1940 i Charleston i West Virginia, är en amerikansk politiker (demokrat). Han var West Virginias guvernör 1989–1997.
Caperton efterträdde 1989 Arch A. Moore som guvernör och efterträddes 1997 av Cecil H. Underwood.